# Пірус Тетяна Петрівна
Тетяна Петрівна Пірус (нар. 7 квітня 1956 року, Вінниця) — педагог, науковець, краєзнавець, народознавець, етнолог, історик, дослідник, писанкарка. Членкиня НСМНМУ (2009). 

## Біографія
Народилася 7 квітня 1956 року у Вінниці.
У 1977 році закінчила історичний факультет, а у 1991 — спецфакультет психології Вінницького педагогічного інституту. З 1977 по 1982 рік працювала учителем у Вінницькій області. З 1986 — працює у Вінницькому педагогічному університеті: з 2006 — завідувач навчально-наукової лабораторії з етнології Поділля. У 1993—2003 — засновниця й директорка «Української дівочої гімназії» у Вінниці.

## Науковий доробок
Автор понад 100 наукових публікацій, зокрема майже двох десятків – про село Рахни-Лісові Шаргородського району. 
Навчально-наукова лабораторія з етнології Поділля створена у квітні 2005р. на базі народознавчого центру (наказ № 417). Отримала статус самостійного структурного підрозділу з підпорядкуванням інституту історії, етнології і права: згідно з рішенням вченої ради Вінницького державного педагогічного університету імені Михайла Коцюбинського (протокол № 11 від 27 квітня 2005р.) «Про роботу народознавчого центру» та відповідно до Статуту Вінницького державного педагогічного університету імені Михайла Коцюбинського. 